# سايني نجي
سايني نجي (بالإنجليزية: Sainey Njie) هو لاعب كرة قدم غامبي في مركز الوسط، ولد في 30 أغسطس 2001 في غامبيا. لعب مع نادي داك 1904 دونيسكا ستريدا.

## وصلات خارجية
- سايني نجي على موقع قاعدة بيانات كرة القدم.إي يو (الإنجليزية)
- سايني نجي على موقع ناشيونال فوتبول تيمز (الإنجليزية)
- سايني نجي على موقع Soccerway.com (الإنجليزية)